# Ровербелла
Ровербелла (італ. Roverbella) — муніципалітет в Італії, у регіоні Ломбардія, провінція Мантуя.
Ровербелла розташована на відстані близько 400 км на північ від Рима, 125 км на схід від Мілана, 12 км на північ від Мантуї.
Населення — 8680 осіб (2014).

## Демографія
Населення за роками:

Станом на 1 січня 2023 року в муніципалітеті офіційно проживало 1366 іноземців з 45 країн, серед них 486 громадян країн Євросоюзу та 36 громадян України.

## Сусідні муніципалітети
- Кастельбельфорте
- Марміроло
- Моццекане
- Ногароле-Рокка
- Порто-Мантовано
- Сан-Джорджо-ді-Мантова
- Тревенцуоло
- Валеджо-суль-Мінчіо